# ورنه
شهر ورنه (به آلمانی: Werne) در ایالت نوردراین-وستفالن در کشور آلمان واقع شده‌است.